# Inavale
Inavale – jednostka osadnicza w Stanach Zjednoczonych, w stanie Nebraska, w hrabstwie Webster.